# Protogynie
Protogynie (of proterogynie) is een term uit de plantkunde: ze beschrijft een strategie om zelfbestuiving van een bloem te voorkomen.
Protogynie duidt op het verschijnsel waarbij de periode dat de stempels in een bloem rijp zijn eerder valt dan de periode waarin de meeldraden rijp zijn.  Dit komt voor bij eenhuizige planten, zoals de hazelaar. 

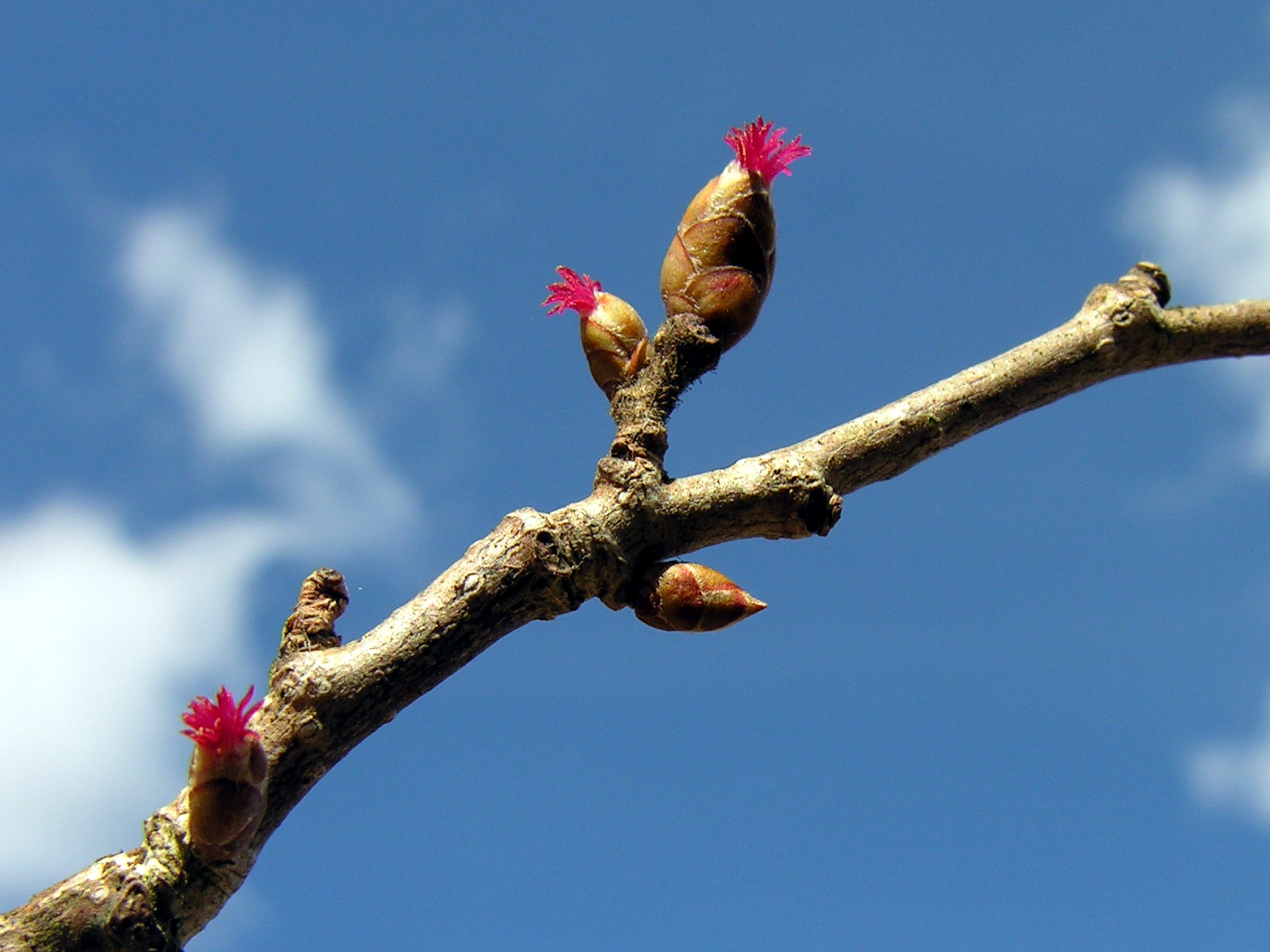
Vrouwelijke bloeiwijzen van de hazelaar
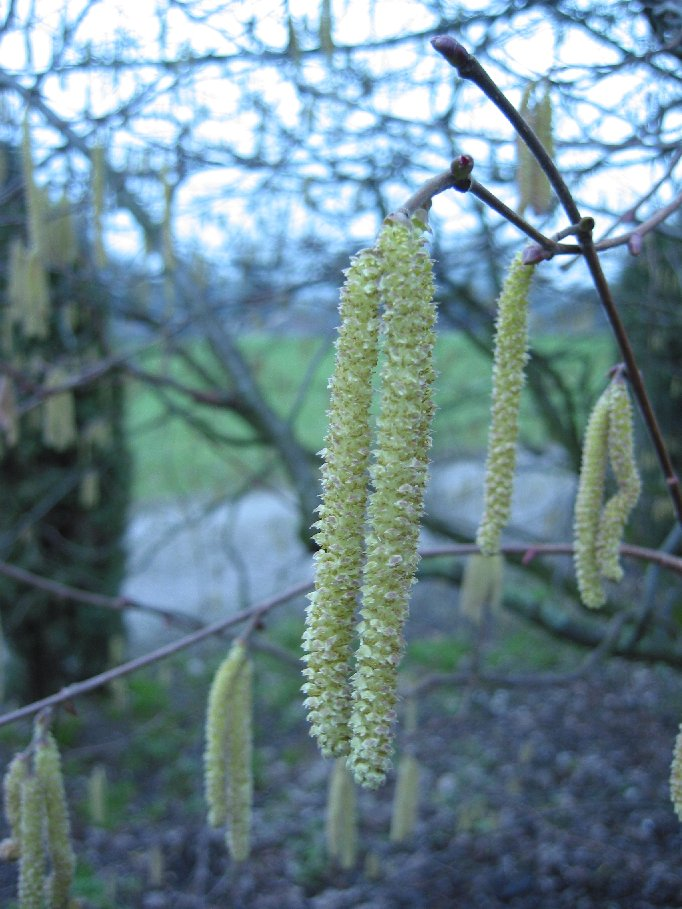
Mannelijke bloeiwijzen (katjes) van de hazelaar

Protogynie komt ook voor in de dierenwereld, bijvoorbeeld bij de lipvissen. De vis  is eerst vrouwelijk en dan mannelijk.